# Des Lacs (Dakota Północna)
Des Lacs – miasto w Stanach Zjednoczonych, w stanie Dakota Północna, w hrabstwie Ward.